# Мура (притока Драви)
Мура (нім. Mur, хорв. Mura, словен. Mura, прекмур. Müra, Möra) — річка у Центральній Європі, притока Драви. Бере початок у Штирії, федеративній землі Австрії. Річка належить до басейну Чорного моря, оскільки впадає в Драву, яка, у свою чергу, є притокою Дунаю. А Дунай несе свої води до Чорного моря на кордоні України та Румунії.
Мура бере свій початок на рівні понад 1800 метрів у найвищій частині Австрії — Високому Тауерні. Довжина річки 465 км, з яких на 295 км вона пролягає територією Австрії, 98 км — Словенії, ще 70 км являють собою кордон між Хорватією та Угорщиною.

## Найбільші міста, що лежать на Мурі
- Австрія:
  - Штадль на Мурі,
  - Мурау,
  - Цельтвег,
  - Леобен,
  - Брук на Мурі,
  - Фронляйтен,
  - Грац,
  - Мурек,
  - Бад Радкерсбург
- Словенія:
  - Горна Радгона.
  - Містечко Мурська Собота бере свою назву з назви річки Мура, хоча місто разташоване за 5-7 км від берега річки.
- Хорватія:
  - Мурско Средиче
- Угорщина:
  - Мураратка

## Каскад ГЕС
На річці розташовані ГЕС-ГАЕС Гінтермур,  ГЕС Мурфалль.

## Цікаве
Впродовж Мури на території Австрії проходить історична залізниця Мурбанн. Штирійська велодорога R2 має назву Мурська Тропа (Murweg) завдяки тому, що вона простягається вздовж річки до містечка Бад Радкерсбург (Горна Радгона зі словенської сторони), де річка лишає територію Австрії.